# 丹尼 (芬兰歌手)
伊尔卡·约翰内斯·利普萨宁（芬蘭語：Ilkka Johannes Lipsanen；1942年9月24日—），通常以其艺名丹尼（Danny）著称，是一位芬兰歌手和吉他演奏家。
时至今日，他依然活跃在舞台上。丹尼的演唱生涯长达50多年。他在芬兰演唱过很多以成经典的歌曲。他的唱片卖出过五十多万张。
丹尼曾經和芬蘭小姐阿尔米·阿维科於1978年合唱的歌曲「Tahdon olla sulle hellä」英文版「I Wanna Love You Tender」在2006年成為網絡迷因，該音樂影片也在日本爆紅並衍生許多MAD片。